# Джункарико
Джункарико (итал. Giuncarico) — фракция в итальянской коммуне Гаворрано, провинции Гроссето, в Тоскане.

## География
Деревня Джункарико расположена на вершине холма с видом на долину реки Бруна, в Маремма-Гроссето. На территорию селения влияют некоторые водные пути, наиболее важными из которых являются Совата-торрент (20 км), а второстепенными являются ров Альборелли (3 км) и ров Молларелло (4 км), которые, однако, в основном затрагивают территории близлежащих деревень Грили и Кастеллачча соответственно.
Джункарико расположен в восточной части муниципального района и примерно в 15 км от Гаворрано.

## История
Центр был построен в раннем средневековье, почти наверняка в VIII веке. В последующие века его контролировали сначала Альдобрандески, а затем травелевская ветвь семьи Панноккиески.
В течение XIII века город попал под влияние Сиены, хотя он стал частью Сиенской республики только примерно в середине XV века. В середине XVI века Джункарико был включён в Великое герцогство Тосканское после окончательного падения Сиены.

## Памятники и достопримечательности

### Религиозная архитектура
- Церковь Сант-Эджидио[итал.] — приходская церковь, имеет остроконечный фасад, построена в 1930 году по средневековой планировке, перестроена в 1960 году. Колокольня восходит к XV веку. Внутри находится картина XVIII века, изображающая Мадонну Розария со святой Екатериной Сиенской и святым Домиником[4].
- Ораторий Святого Распятия[итал.] — расположенное недалеко от исторического центра священное здание. Строительство здания завершено в 1892 году на месте церкви братства Сан-Бернардино, построенной в XVI веке, для проведения чудесного деревянного Распятия, которое сделало ораторию популярным святилищем. К сожалению, распятие, наряду с другой мебелью, было украдено[5].
- Эрмитаж Сант-Ансано (итал. Romitorio di Sant'Ansano) — древний религиозный комплекс XVII века, расположенный недалеко от Джункарико, сегодня представлен в виде руин, среди которых до сих пор узнаваема небольшая церковь с розовым окном на фасаде[6].
- Церковь Сан-Джусто[итал.] — культовое здание, уже исчезнувшее.
- Пьеве-ди-Сан-Донато[итал.] — культовое здание, уже исчезнувшее.

### Гражданская архитектура
- Палаццо Преторио, расположенный в историческом центре на площади Пьяцца делла Претура, восходит к 16 веку и размещает штаб-квартиру окружного суда[итал.]. В состав здания также входят смежные здания, используемые как тюрьмы и здания суда. Сегодня весь комплекс используется как функция жилья[7].
- Палаццо Камайори-Пикколомини, расположенное вдоль Рима, с 1470 года считается резиденцией Камайори-Пикколомини. Интересные интерьеры со сводчатыми сводами на лестницах и поперечными сводами на лестничных площадках, некоторые комнаты на верхних этажах украшены настенными росписями. Старый колодец с цистерной все еще присутствует[8].

### Военная архитектура
Стены Джункарико — каменные конструкции, построенные в XI веке, они оставались нетронутыми без изменений на протяжении веков, пока в наше время некоторые обновления не включили конструкции стен в наружные стены других зданий. Сегодня единственным выходом в деревню являются Замковые ворота, которые открываются в круговой арке у основания колокольни соседней церкви Сант-Эджидио.